# Matrix (protokół)
Matrix (nazwa stylizowana: [matrix]) – otwarty standard do komunikacji w czasie rzeczywistym. Umożliwia on na porozumiewanie się między niezależnymi od siebie serwerami, w taki sam sposób jak w przypadku e-maila. Mimo tego, że Matrix nie jest pierwszą próbą zdecentralizowania komunikacji (podobnym protokołem jest XMPP), jest on zbudowany od zera. Protokołem zarządza The Matrix.org Foundation CIC.

## Funkcje

### Mostki między komunikatorami
Matrix umożliwia synchronizację wiadomości z innymi komunikatorami oraz protokołami za pomocą tzw. mostków. Oficjalne mostki wspierają Gittera, IRC, Slacka oraz XMPP. Społeczność stworzyła również mostki dla wielu platform, takich jak komercyjne Messenger, Telegram, czy Discord, czy inne, otwartoźródłowe komunikatory takie jak Signal.

## Rozpowszechnienie
Wojsko Polskie wewnętrznie wykorzystuje własny komunikator o nazwie DSI Merkury 2.0, uruchomiony na infrastrukturze rządowej, bazujący na protokole Matrix. W założeniu ma służyć do wymiany informacji jawnych między wojskiem a Ministerstwem Obrony Narodowej.
Wewnętrzne komunikatory oparte na niniejszym protokole wykorzystuje się również:
- w Niemczech (w Bundeswehrze[13], w państwowej służbie ochrony zdrowia[14], w szkolnictwie w kraju związkowym Nadrenia-Palatynat[15]);
- w rządzie Francji[16];
- w Luksemburgu (jeden komunikator dla przeznaczenia ogólnego, i drugi do użytku wewnątrz rządu)[17];
- w Szwecji[18].